# لو رودس
لو رودس (بالإنجليزية: Lou Rhodes)‏ هي موسيقية ومغنية وكاتبة غنائية وعازفة قيثارة بريطانية، ولدت في 1 نوفمبر 1964 في مانشستر في المملكة المتحدة.

## وصلات خارجية
- لو رودس على موقع ميوزك برينز (الإنجليزية)
- لو رودس على موقع أول ميوزيك (الإنجليزية)
- لو رودس على موقع ديسكوغز (الإنجليزية)